# Archives départementales de Maine-et-Loire
Les archives départementales de Maine-et-Loire sont un service du Département de Maine-et-Loire et se situent à Angers.

## Directeurs
- 1790-1795 : Toussaint Béraud ;
- 1795-1822 : Pierre Guemas ;
- 1822-1840 : Pierre Jubin de Douvre ;
- 1841-1854 : Paul Marchegay ;
- 1854-1901 : Célestin Port ;
- 1901-1931 : Marc Saché ;
- 1931-1954 : Jacques Levron ;
- 1954-1964 : Pierre d'Herbécourt ;
- 1964-1969 : Robert Favreau ;
- 1969-1990 : Françoise Poirier-Coutansais
- 1990-2022 : Élisabeth Verry
- Depuis 2022 : Pascale Verdier

## Pour approfondir